# Yangambi
Yangambi är en ort i Kongo-Kinshasa. Den ligger i provinsen Tshopo, i den centrala delen av landet, 1 200 km nordost om huvudstaden Kinshasa.